# 圣安德烈斯-德尔孔戈斯托
圣安德烈斯-德尔孔戈斯托（西班牙語：San Andrés del Congosto）是西班牙卡斯蒂利亚-拉曼恰瓜达拉哈拉省的一个市镇。总面积15平方公里，总人口79人（2001年），人口密度5人/平方公里。